# Endnight Games
Endnight Games — незалежна канадська інді-студія, відома розробкою відеоігор у жанрі survival horror. Компанія базується у Ванкувері, Канада, і складається з невеликої команди колишніх художників візуальних ефектів, які зосереджуються на якості та досвіді гравців.
ENDNIGHTGAMES.COM

## Історія
Студія була заснована колишніми художниками візуальних ефектів, які вирішили застосувати свій досвід у розробці відеоігор. Першим проєктом Endnight Games стала гра «The Forest», яка отримала позитивні відгуки від гравців та критиків.

## Розроблені ігри
The Forest (2018): гра з відкритим світом у жанрі survival horror, де гравець бере на себе роль єдиного вижилого після авіакатастрофи на острові, населеному мутантами-канібалами. Гра пропонує будівництво, дослідження та виживання в небезпечному середовищі.
Sons of the Forest (2023): продовження «The Forest», де гравець відправляється на пошуки зниклого мільярдера на віддаленому острові, стикаючись з канібалами та іншими загрозами. Гра підтримує кооперативний мультиплеєр до восьми гравців і пропонує різні закінчення залежно від дій гравця.

## Особливості
Ігри Endnight Games відзначаються реалістичною графікою, глибокою атмосферою та інноваційними механіками виживання. Компанія продовжує вдосконалювати свої проєкти, враховуючи відгуки спільноти та впроваджуючи нові ідеї для покращення ігрового досвіду.